# Psaliodes strigosa
Psaliodes strigosa là một loài bướm đêm trong họ Geometridae.